# Hjälmdelfin
Hjälmdelfin (Stenella clymene) är en art i familjen delfiner som förekommer i Atlanten. Den kallas ibland för kortnosad spinndelfin. Från det att den upptäcktes av John Edward Gray år 1850 har den klassats som en underart av spinndelfinen. År 1981 insåg två forskare att hjälmdelfinen kunde vara en egen art. På grund av att den hade ansetts vara en underart är det den delfin som vi vet minst om.
Hjälmdelfinen påminner mycket om spinndelfinen och man har sett dem tillsammans i stora stim. På nära håll ser man dock att hjälmdelfinen har en kortare nos och att dess stjärtfena är mindre upprättstående och mer triangelformad.
Delfinens färg kallas för "cetacean neapolitan". Detta betyder att färgen är i tre lager. Undersidan är vitrosa, sedan kommer ljusgråa ränder som går alldeles ovanför nosen, runt ögat och hela vägen till stjärtfenan. Rygg, stjärtfena, nos, läppar och simfenor är mörkgråa.
Hjälmdelfinen kan bli ungefär två meter lång och väga runt 75-80 kilogram. Dräktighet, digivning, mognad och livslängd är okänt för den här delfinen. Men det är inte troligt att de skulle skilja sig alltför mycket ifrån de andra delfinerna i släktet Stenella.
De är aktiva delfiner som tycker om att hoppa och gillar båtvågor. Dieten består av småfisk och bläckfisk. En stim hjälmdelfiner kan variera från ett fåtal individer till flera hundra.
Deras huvudsakliga utbredningsområde är inte fullt klarlagt men de tycks föredra tropiska och tempererade områden. De verkar också tycka om djupt vatten. Antalet hjälmdelfiner är oklart men det är troligt att de är ganska sällsynta i jämförelse med andra delfinarter i samma släkte.